# Koukouvi Akpalo
Kokuouvi Akpalo (ur. 12 grudnia 1972) – piłkarz togijski grający na pozycji pomocnika.

## Kariera klubowa
W swojej karierze piłkarskiej Akpalo grał w klubie Sporting Toulon Var.

## Kariera reprezentacyjna
W 1998 roku Akpalo został powołany do reprezentacji Togo na Puchar Narodów Afryki 1998. Rozegrał na nim dwa mecze: z Demokratyczną Republiką Konga (1:2) i z Tunezją (1:3).